# Jules Triger
Jules Triger (Mamers, 10 de março de 1801 — Paris, 16 de dezembro de 1867) foi um engenheiro francês.
É um dos 72 nomes perpetuados na Torre Eiffel.